# Dekanat Piątek
Dekanat Piątek – jeden z 21 dekanatów diecezji łowickiej. 
W skład dekanatu wchodzą następujące parafie:
- Parafia Nawiedzenia NMP w Bielawach
- Parafia św. Małgorzaty w Górze Świętej Małgorzaty
- Parafia św. Marii Magdaleny w Łękach Kościelnych
- Parafia Bożego Ciała w Orłowie
- Parafia św. Marcina w Oszkowicach
- Parafia św. Trójcy w Piątku
- Parafia św. Apostołów Piotra i Pawła w Sobocie

Dziekan dekanatu Piątek
- ks. prał. dr  Stanisław Poniatowski – proboszcz w parafii św. Trójcy  w Piątku

Wicedziekan
- ks. Marek Grabski – proboszcz w parafii Nawiedzenia NMP w Bielawach

Ojciec duchowny
- ks. Dariusz Bujak – proboszcz w parafii św. Małgorzaty w Górze Świętej Małgorzaty